# Semiothisa arenisca
Semiothisa arenisca är en fjärilsart som beskrevs av Paul Dognin 1896. Semiothisa arenisca ingår i släktet Semiothisa och familjen mätare. Inga underarter finns listade i Catalogue of Life.